# IQI
Das System der Inpatient Quality Indicators (englisch für Qualitätsindikatoren für Krankenhauspatienten, IQI) dient zur einheitlichen Messung der Versorgungsqualität von stationären Patienten in allen Krankenhäusern. Die Messung erfolgt anhand von Qualitätsindikatoren, die auf Basis von Routinedaten der Krankenanstalten erstellt werden. Ziel ist, Auffälligkeiten und eventuelle Schwachstellen bei Behandlungsabläufen in Spitälern herauszulesen, um dementsprechend qualitätsverbessernde Maßnahmen abzuleiten. Das System kam in den 1990er Jahren in den USA auf. In Europa wird es in Deutschland, Österreich und der Schweiz angewendet.

## USA
In den USA wurden die Qualitätsindikatoren von der Agency for Healthcare Research and Quality (AHRQ) in den 90er Jahren entwickelt und 2006 erstmals veröffentlicht. Basis für die Indikatoren sind Daten aus staatlichen wie auch privaten Krankenanstalten. Viele Bundesstaaten stellen die Ergebnisse der Erhebungen im Internet der Öffentlichkeit zur Verfügung.

## Europa
Im deutschsprachigen Raum wird das IQI-System von Krankenanstalten in Deutschland, Österreich und der Schweiz angewandt. Die Teilnehmer haben sich in der Initiative Qualitätsmedizin (IQM) zusammengeschlossen, die 2008 in Deutschland gegründet wurde.

### Deutschland
In Deutschland wurden 2008 erstmals die German Inpatient Quality Indicators (G-IQI) öffentlich zur Verfügung gestellt. 2011 erschien die zweite erweiterte Ausgabe des Definitionshandbuchs für die G-IQI. Demnach haben sich mit Stand 18. März 2011 zehn Prozent aller deutschen Krankenhäuser dem System freiwillig angeschlossen.

### Österreich
Die bundesweite Einführung des Austrian Inpatient Quality Indicators (A-IQI) in Österreich wurde vom Ministerium für Gesundheit initiiert und im April 2011 von der Bundesgesundheitskommission (BGK) beschlossen. Die BGK setzt sich aus Ministerien (Gesundheit, Wissenschaft, Wirtschaft und Finanz), Sozialversicherung, Bundesländer, Patientenanwalt sowie Ärztekammer zusammen. Mit dem Beschluss sind in Österreich – anders als in Deutschland – die öffentlichen Krankenanstalten zur Teilnahme am A-IQI verpflichtet.
Nach Abschluss des Probebetriebs von A-IQI werden Probe-Peer-Reviews zu den Schwerpunktindikatoren Herzinfarkt, Pneumonie und Oberschenkelhalsfraktur durchgeführt. Mit Anfang 2014 soll das Projekt in den Routinebetrieb überführt werden.

#### Erstellen von Schwerpunktindikatoren
Die österreichischen Schwerpunktindikatoren werden von einer nationalen Steuerungsgruppe festgelegt. Diese entscheidet auch, wo bei Bedarf Peer-Reviews durchgeführt werden.
In Österreich werden aus dem LKF-System erhobene, anonyme Krankenhaus-Routinedaten wie Mortalität, Alter und Geschlecht, Diagnosen, Leistungen und Aufenthaltsdauer auf Abteilungen verwendet. Für einzelne ausgewählte Krankheitsbilder werden Indikatoren entwickelt und statistisch ausgewertet und in einem Definitionshandbuch veröffentlicht.

#### Erheben von Auffälligkeiten
Neben der Sterbehäufigkeit (Mortalität) gibt es etwa Indikatoren aus den Bereichen Komplikationen, Intensivhäufigkeit, Operationstechniken, Versorgungsprozesse, Menge und Verweildauer. Am Beispiel Mortalität werden Auffälligkeiten etwa dadurch erhoben, dass die tatsächlichen Todesfälle mit den statistisch zu erwartenden Todesfällen verglichen werden. Wobei die zu erwartende Sterblichkeit jene ist, die sich dann ergeben würde, wenn man aus den gesamtösterreichischen Aufenthaltsdaten eine Stichprobe mit der gleichen Alters- und Geschlechtsstruktur der betrachteten Klinik ziehen würde.

#### Peer-Reviews
Im zweiten Schritt werden Indikatoren, die stark vom erwarteten Wert abweichen, analysiert, wobei die betroffenen Krankenhäuser bzw. Abteilungen zur Selbstanalyse angehalten werden. Sind die Auffälligkeiten in diesem Schritt nicht plausibel, werden Fremdanalysen herangezogen. Diese Peer-Reviews werden durch externe und speziell geschulte Peer-Reviewer, meist Primarärzte oder Oberärzte in leitender Funktion, durchgeführt. Aus den Peer-Reviews heraus werden Verbesserungsmaßnahmen erarbeitet.

### Schweiz
In der Schweiz wurde das System des Swiss Inpatient Quality Indicators (CH-IQI) Anfang 2012 landesweit eingeführt.

## Vor- und Nachteile
Als Vorteil wird von den Beteiligten hervorgehoben, dass es sich um bereits vorhandene Daten handelt und es deshalb zu keinem zusätzlichen Aufwand kommt. Zudem lassen sich die Daten aufgrund der einheitlichen Struktur bundesweit vergleichen. Da es sich um Gesundheitsdaten handelt, sind sie auch vollständiger als Meldeverfahren.
Als Nachteil wird gesehen, dass die Darstellung der Indikatoren kein perfektes Abbild der klinischen Realität ist und auch keine wissenschaftliche Basis darstellt. Zudem muss eine statistische Auffälligkeit nicht bedeuten, dass im Einzelfall ein Qualitätsmangel vorherrscht. Für die Verbesserung der Behandlungsqualität müssen auch Maßnahmen vorgenommen werden; die Darstellung des Missstandes allein verbessert noch nicht die Qualität.